# Amplitud d'ona
Partint de la física, una ona és una propagació d'energia en l'espai amb presència o absència de matèria. Es produeixen quan la matèria vibra o oscil·la. Existeixen diferents tipus d'ona segons els criteris que s'empren per classificar-les (segons el medi en què es propaguen, la direcció...). Alguns exemples són l'ona mecànica, l'ona electromagnètica o l'ona gravitacional. Així doncs, una ona guarda un ventall de propietats i característiques que la defineixen. Una d'elles és l'amplitud d'ona.
L'amplitud d'ona és el màxim desplaçament que experimenta el punt d'una ona en contraposició amb el seu estat d'equil·libri. Aquest concepte va lligat a la quantitat d'energia que carrega una ona, doncs si incrementa l'energia, incrementa l'amplitud d'ona, i el mateix passa a l'inversa.
L'amplitud (del llatí amplitudo) es defineix com l'allargament o distensió d'alguna cosa. Per tant, parlant d'ones, considerem l'amplitud com el punt en què l'ona experimenta el seu allargament o distensió màxim envers la posició més estable o equil·librada que per naturalesa té aquella ona.

## Unitats
Com s'ha mencionat anteriorment, existeixen molts tipus d'ones i, per tant, les unitats que s'empren per mesurar la seva amplitud varien en funció del tipus d'ona del que es tracti:
- Ones mecàniques: Es mesura amb metros o altres mesures de longitud com el quilòmetre, l'hectòmetre, el decàmetre, el decímetre, el centímetre o el mil·límetre.
- Ones electromagnètiques: Es mesura amb candeles (Cd), la unitat del Sistema Internacional que mesura la intensitat llumínica.[4]
- Ones de corrent alterna: L'Amper o el Volt permeten concretar la l'amplitud d'ona de corrent alterna. Aquestes unitats mesuren el corrent elèctric i la seva intensitat.
- Ones sonores: El mil·líbar (1000 mil·líbars equivalen a 1 bar) o el Pascal (la unitat de pressió del Sistema Internacional) mesuren la pressió i són les unitats correctes per calcular l'amplitud d'ona en aquelles de tipus sonor.[5]

## Representació en una gràfica
L'amplitud d'una ona es pot representar en una gràfica amb una corba sinusoide ubicada a les coordenades cartesianes. Si es pren l'eix X com a punt mitjà, l'amplitud d'ona estarà donada per l'espai que existeix entre el punt més elevat de l'eix Y que toca la sinusoide i l'anteriorment mencionat eix X. Segons el tipus d'ona, tenen una representació gràfica o una altra:
- Quan parlem d'una ona mecànica, s'utilitzen les unitats de longitud per mesurar-les.
- Si s'està treballant amb una ona electromagnètica el que es farà per mesurar la seva amplitud serà utilitzar una unitat que es correspon amb un nombre de candeles.
- Les ones de corrent altern acostumen a tenir una forma s'usen ampers i volts a l'hora de mesurar-les. Algunes de les parts d'aquests tipus d'ones són la freqüència (f), el període (T), el voltatge pic-pic (Vpp) i el voltatge RMS. (Vrms).
- A l'hora de mesurar les ones sonores l'amplitud d'ona permet saber la distància que existeix entre el pic d'ona (el valor més alt) i la seva base, mesurant-se en decibels. Amida que creix aquesta amplitud augmenten els decibels, cosa que reflecteix un creixement de la intensitat (el volum) del so.[3]